# К'хонг
К'хонг (таа, !хонг) — група койсанських мов (точніше, діалектний континуум з великої кількості діалектів, сусідні з яких більш-менш взаємнозрозумілі), поширених у Ботсвані та Намібії. Часто розглядаються як єдина мова. Відомі в першу чергу завдяки великому набору клацаючих приголосних, проте виявляють і інші цікаві риси, наприклад в узгоджувальній системі.

## Ареал
У Ботсвані к'хонг поширені на півдні пустелі Калахарі: південь округу Ганзі, північ округу Кгалагаді, захід Південного округу і округу Квененг. У Намібії вони представлені на південному сході регіону Омахеке і на північному сході регіону Хардап, в основному в районі заповідника Амінуйс.